# Nowa Holandia (Brazylia)
Nowa Holandia (nid. Nieuw Holland, port. Nova Holanda) – holenderska kolonia istniejąca w latach 1630–1654 w północno-wschodniej części Brazylii.

## Powstanie kolonii
Unia iberyjska zawarta z Portugalią w 1581 roku pozwoliła Hiszpanii przejąć kontrolę nad zamorskimi posiadłościami w Brazylii. To spowodowało, że Niderlandy, prowadzące do tej pory z Portugalczykami handel wymienny na dużą skalę (m.in. cukier trzcinowy), ale znajdujące się w stanie wojny z ich sąsiadami, utraciły jedno z ważnych źródeł dochodu. Podczas rozejmu (1609-1621) import brazylijskiego cukru rozkwitł na nowo i osiągnął w tym czasie ponad 25 tys. ton, a w samym Amsterdamie powstało 25 zakładów rafineryjnych. W wyniku wybuchu wojny trzydziestoletniej, która ponownie uniemożliwiła czerpanie zysków, Kompania Zachodnioindyjska podjęła próbę zdobycia terenów w Ameryce Południowej. Flota dowodzona przez Jacoba Willekensa, składająca się z 26 jednostek pływających i 3 300 ludzi, po jednodniowym ataku zajęła 10 maja 1624 roku Salvador. Holendrzy nie byli jednak w stanie zapanować nad pozostałą częścią Bahii i 1 maja 1625 roku, wobec oporu portugalsko-brazylijskich oddziałów m.in. Matiasa de Albuquerque i zbliżających się hiszpańskich statków, poddali się.
Porażka i finansowe fiasko zmusiło Kompanię do szukania funduszy gdzie indziej. Bitwa stoczona w 1628 roku z hiszpańską flotą w okolicach Kuby (zatoka Matanzas) zakończyła się przechwyceniem przez Holendrów ogromnych ilości złota i srebra, co pozwoliło im na ponowne zwrócenie zainteresowania ku Brazylii. Tym razem wybór padł na Pernambuco, prywatną, bardziej narażoną na ataki kapitanię, będącą największym producentem cukru trzcinowego na świecie. Dysponując 77 okrętami, 7 tys. ludzi i 170 działami, zdobyli 15 lutego 1630 roku Olindę, a krótko potem Recife. Zwycięstwo to zapoczątkowało 24-letnią okupację regionu.